# Catherine de Cossé-Brissac
Catherine de Cossé-Brissac, död 1794, var en fransk hertiginna. 
Den 25 februari 1737 gifte hon sig med den blivande marskalken hertig Louis de Noailles. 
År 1787 försökte hon förhindra registreringen av Versaillesediktet som beviljade icke-katoliker rättigheter. 
Hon åtalades för förräderi och avrättades med giljotin under skräckväldet.